# Alumínio-Lítio
Ligas Alumínio-Lítio (Al-Li) são uma série de ligas metálicas de alumínio e lítio, que podem também incorporar cobre e zircônio. Como o lítio é um elemento menos denso, essas ligas são significantemente menos densas que o alumínio. Ligas Al-Li comerciais contém até 2,45% de massa de lítio.
A liga com lítio reduz a massa estrutural em três efeitos:
- Deslocamento: o átomo de lítio é mais leve que o átomo de alumínio; cada átomo de lítio desloca-se para um de alumínio da estrutura cristalina enquanto ela mantém-se como tal. A cada 1% de massa de lítio adicionado para o alumínio, reduz a densidade, resultando em uma liga de 3% e aumento da rigidez por 5%.[1] Este efeito funciona até o limite de solubilidade do lítio no alumínio, o qual é 4,2%.

- Encruamento: Introdução de um outro tipo de átomo na estrutura de rede cristalina, o que ajuda a bloquear descolamentos. O material resultante torna-se mais forte, o que possibilita menos ligas para serem utilizadas no mesmo.

- Endurecimento por precipitação: Quando envelhecido corretamente, o lítio forma uma metaestável fase de Al3Li (δ'), com uma estrutura de cristal coerente.[2] Tais materiais precipitados fortalecem o metal impedindo movimentos de deslocamentos durante deformação. Contudo, os precipitados não são estáveis, mesmo sendo tomados cuidados para prevenir o overaging com a formatação do estável AlLi na fase (β).[3] Isso também produz precipitação em zonas livres (PFZs), especialmente em bordas de grãos, o que pode reduzir a corrosão metálica da liga.[4]

A formação estrutural de cristal para o Al3Li e Al-Li, quando baseado no sistema cristalino cúbico, são muito diferentes. O Al3Li demonstra quase o mesmo tamanho de estrutura cristalina que o alumínio puro exceto aos átomos de lítio presentes nos cantos de cada unidade de célula. A estrutura do Al3Li é conhecida como a AuCu3, L12, ou Pm e com o parâmetro de cristal de  4,01 Å; enquanto a estrutura do Al-Li é conhecida como a NaTl, B32, ou Fd, feita tanto de lítio quando alumínio assumindo estruturas em forma de diamante e tendo o parâmetro de cristal de  6,37 Å. O espaçamento interatômico para o AlLi (3,19 Å) é oito vezes menor que do lítio ou alumínio puros.
Ligas alumínio-lítio são principalmente de interesse da indústria aeroespacial devido as vantagens de massa que elas providenciam. Elas são atualmente utilizadas na fabricação das estruturas de alguns aviões comerciais, nos tanques de combustível e comburente na Falcon 9 da SpaceX e no helicóptero AgustaWestland EH101.
A terceira e última versão do tanque externo do ônibus espacial norte-americano foram feitos principalmente de ligas Al-Li.